# Danemark au Concours Eurovision de la chanson 1957
Le Danemark a participé pour la première fois au Concours Eurovision de la chanson, en 1957 à Francfort-sur-le-Main, en Allemagne de l'Ouest. La chanson Skibet skal sejle i nat chantée en duo par Birthe Wilke et Gustav Winckler a été sélectionnée lors d'une finale nationale, intitulée Dansk Melodi Grand Prix organisée par la Danmarks Radio.

## Processus de sélection
Le premier Dansk Melodi Grand Prix, le Dansk Melodi Grand Prix 1957, a eu lieu à Copenhague le 17 février 1957. L'émission était présentée par Sejr Volmer-Sørensen (en). 
117 chansons ont été envoyées au radiodiffuseur et six d'entre eux ont été choisies pour la finale nationale. Deux chanteurs étaient en compétition dans la sélection : Birthe Wilke et Gustav Winckler. Ils ont interprété deux chansons comme solistes et ils ont également interprétées deux chansons en duo. Un jury de dix personnes a choisi la chanson gagnante et seules les deux premières ont été annoncés, ce qui s'est avéré être les deux duos. Skibet skal sejle i nat était le vainqueur et deviendrait la première chanson du Danemark au Concours Eurovision de la chanson.

### Résultats
| no | Interprète                      | Chanson                   | Traduction                           | Place |
| -- | ------------------------------- | ------------------------- | ------------------------------------ | ----- |
| 1  | Birthe Wilke                    | Chanson ordinaire         | —                                    | —     |
| 2  | Gustav Winckler                 | Fata Morgana              | Fée morgane                          | —     |
| 3  | Birthe Wilke                    | Hele verden venter på vår | Le monde entier attends le printemps | —     |
| 4  | Birthe Wilke et Gustav Winckler | Kærlighedens cocktail     | Le Cocktail de l'amour               | 2e    |
| 5  | Gustav Winckler                 | Længslernes veje          | Les Routes de nostalgie              | —     |
| 6  | Birthe Wilke et Gustav Winckler | Skibet skal sejle i nat   | Le navire part ce soir               | 1re   |

## À l'Eurovision
Le Danemark fut le premier pays scandinave à participer au concours. C'était le 9e pays lors de la soirée du concours, après la France et avant la Suisse. À l'issue du vote, le Danemark a reçu 10 points, se classant 3e sur 10 pays.

### Points attribués au Danemark
Chaque pays avait un jury de dix personnes. Chaque membre du jury pouvait donner un point à sa chanson préférée.
| 10 points  | 9 points | 8 points | 7 points      | 6 points |
| ---------- | -------- | -------- | ------------- | -------- |
|            |          |          |               |          |
| 5 points   | 4 points | 3 points | 2 points      | 1 point  |
| - Pays-Bas |          | - Italie | - Royaume-Uni |          |

### Points attribués par le Danemark
| 3 points | Pays-Bas               |
| 2 point  | Belgique France Suisse |
| 1 point  | Italie                 |